# 丁酮威
丁酮威是一种有机化合物，化学式C7H14N2O2S，属于氨基甲酸酯类杀虫剂，和涕灭威是同分异构体。